# Färjestaden
Färjestaden é uma pequena cidade da província da Olândia, localizada na região histórica de Gotalândia.
Pertence à comuna de Mörbylånga, no condado de Kalmar.
 
Está situada a 30 quilômetros ao sul da cidade de Borgholm, na própria ilha, e a 8 quilômetros de Kalmar, no outro lado do estreito de Kalmar, com a qual está ligada pela ponte da Olândia.
 
Tem 6,6 quilômetros quadrados e segundo censo de 2018, havia 5 857 habitantes. 
 
É o centro comercial da comuna, contando com uma fábrica de produtos alimentares.
Imediatamente a norte da cidade fica o Parque de diversões e jardim zoológico da Öland (Ölands djur- och nöjespark).

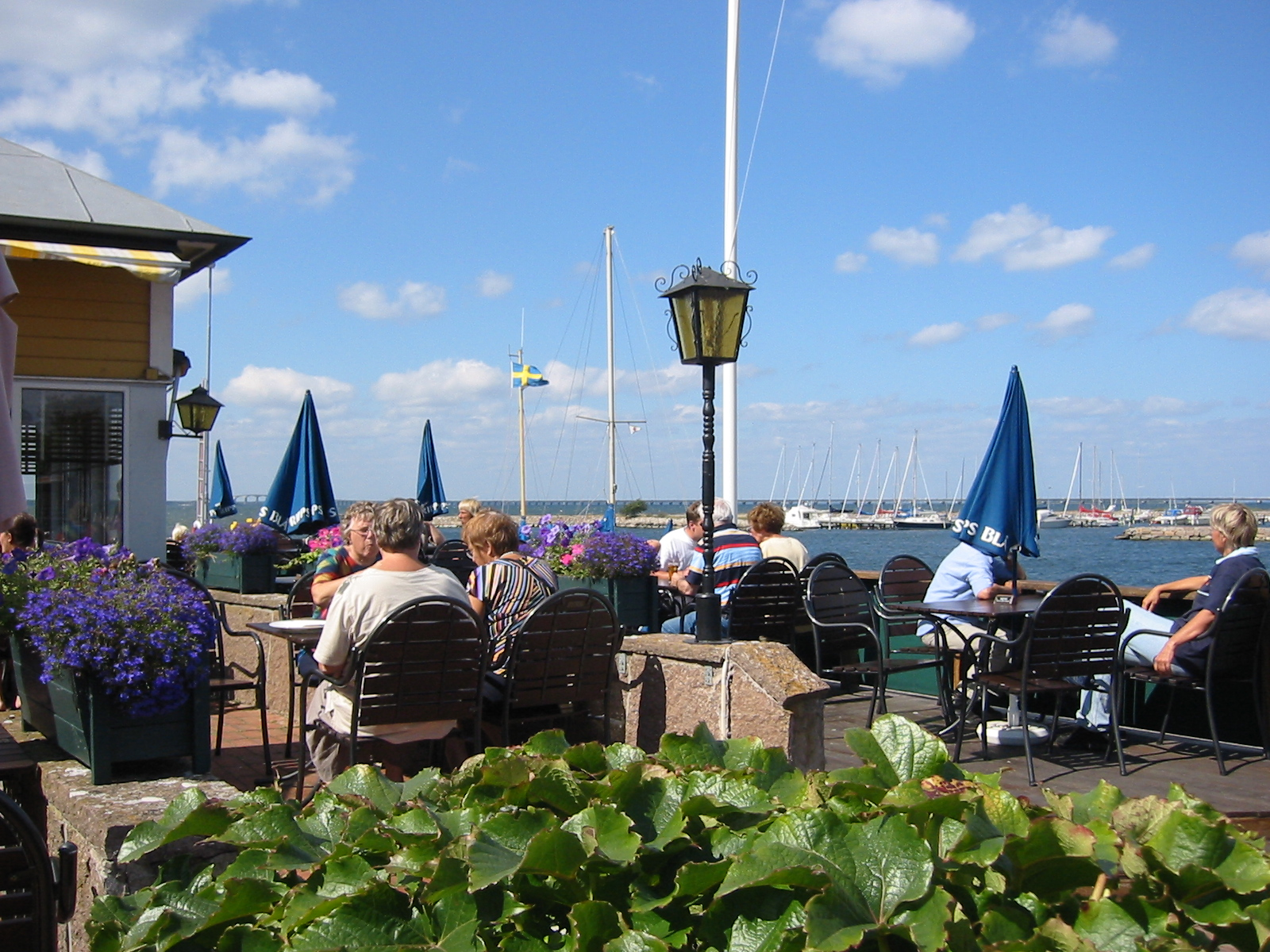
Café-restaurante junto ao porto
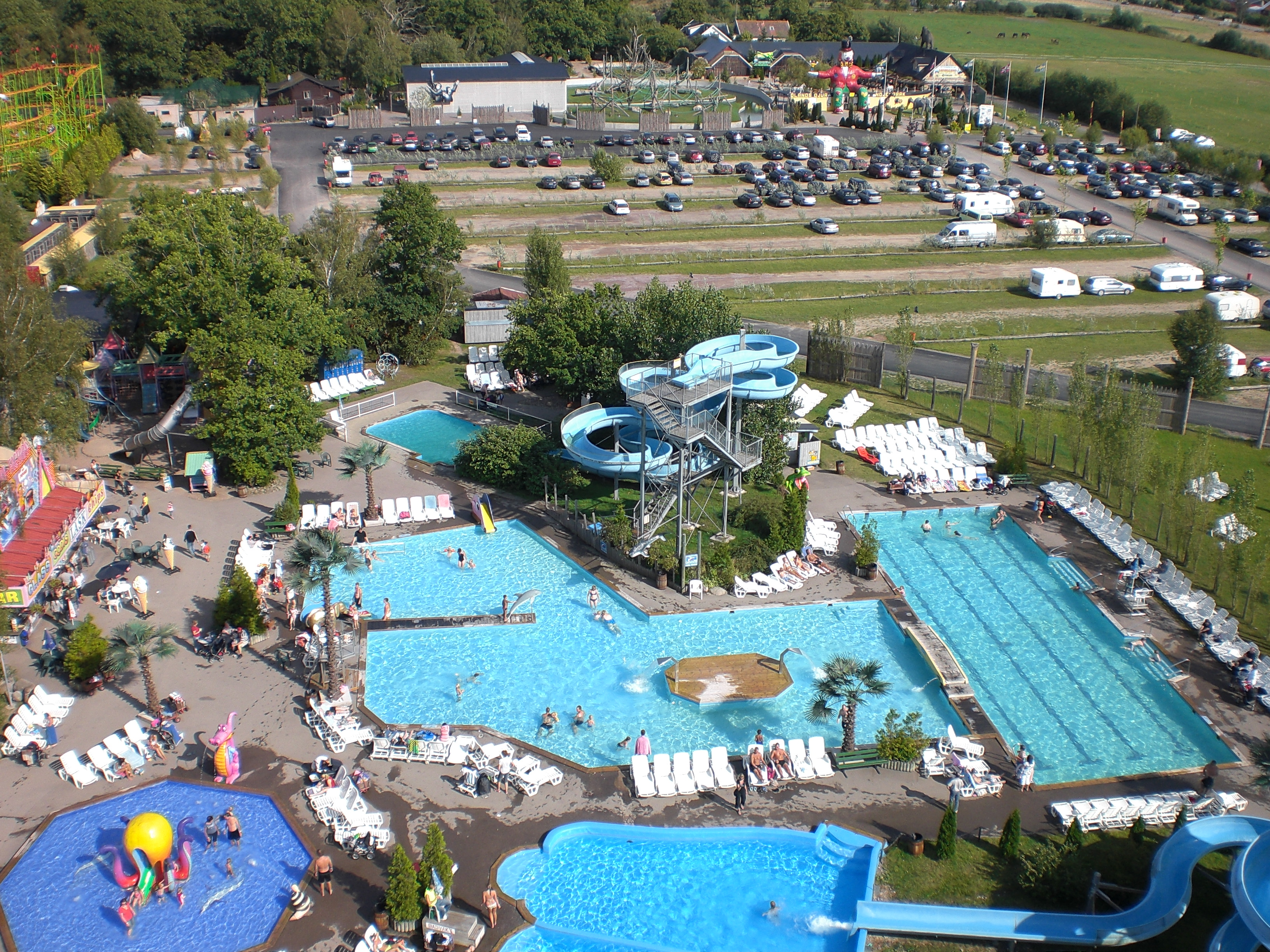
Parque de diversões e jardim zoológico da Öland